# Dino Olivetti
Dino Olivetti (Ivrea, 22 luglio 1912 – Milano, 23 dicembre 1976) è stato un ingegnere e imprenditore italiano.

## Biografia
Nacque nell'omonima storica famiglia di industriali dall'ingegnere Camillo Olivetti. Dopo aver interrotto gli studi a Milano per via delle leggi razziali, si recò negli Stati Uniti, dove si laureò in ingegneria. Dopo aver ricoperto alcuni incarichi oltreoceano, come al MIT, alla North American Aviation e alla Diamond Instruments, tornò in patria e dal 1946 al 1950 fu direttore generale dell'azienda di famiglia, per poi ricoprire l'incarico di presidente e direttore della Olivetti Corporation of America fino al 1960, lavorando a stretto contatto con suo fratello Adriano. Dal 1957 al 1963 fu inoltre vicepresidente della sede Olivetti di Ivrea, nonché vicepresidente dell'Istituto nazionale di Urbanistica e presidente dell'Ospedale di Ivrea.
Morì nel 1976 in ospedale a seguito di complicazioni dopo un intervento chirurgico.

## Vita privata
Sposò nel 1940 Rosemond Castle, con la quale si trasferì in Brasile per occuparsi della fabbrica Olivetti di San Paolo. La coppia ebbe tre figli: Davide, Alfredo e Philip.